# Baai van San Francisco
De Baai van San Francisco, Engels: San Francisco Bay, is een grote baai aan de westkust van de Verenigde Staten. De omgeving rond de baai staat bekend als de San Francisco Bay Area, een grootstedelijke agglomeratie met als belangrijkste stad San Francisco.
De baai is in 1775 door de Spaanse zeeofficier Juan Manuel de Ayala voor het eerst in kaart gebracht.
De baai wordt door het schiereiland van San Francisco van de Stille Oceaan afgescheiden en wordt door de Golden Gate met de Stille Oceaan verbonden. De stad San Francisco ligt op de zuidelijke van de beide landtongen, die door de Golden Gate gescheiden worden. Beide landtongen worden door de Golden Gate Bridge met elkaar verbonden. De stad San Jose ligt aan het zuiden van de baai, Oakland aan de oostkant. Op de noordelijke landtong ligt Richmond.
De San Andreasbreuklijn, die voor veel aardbevingen zorgt loopt in de lengterichting midden over het schiereiland. In 1906 werd San Francisco zwaar door een aardbeving getroffen.
Ongeveer 40 % van het water in de staat Californië komt in de baai terecht, hoofdzakelijk via de rivieren Sacramento en de San Joaquin. De baai wordt gevoed door de Sacramento en de San Joaquin, die in de Sacramento-San Joaquindelta bij elkaar komen en daarna door de Suisun Bay, de Straat van Carquinez, de San Pablo Bay en de Baai van San Francisco in de Stille Oceaan uitmonden. De baai is dus een onderdeel van het estuarium van deze twee rivieren.
De baai is niet diep, meestal maar enkele meters, onder de Golden Gate Bridge het diepst: 113 m. Afhankelijk van de definitie welke wateroppervlakten worden meegerekend is het de oppervlakte 1.000 tot 4.000 km². De eigenlijke baai is een zeetong van 5 tot 20 km breedte oost-west en 100 km lengte noord-zuid. Het grootste eiland in de baai is Alameda, het bekendste ongetwijfeld Alcatraz.

## Vervoer
Behalve de eerder genoemde Golden Gate Bridge wordt de baai ook overspannen door de Richmond-San Rafaelbrug, de San Francisco-Oakland Bay Bridge, de San Mateo-Hayward Bridge en de Dumbartonbrug. Onder de baai is de 5,7 km lange Transbay Tube-spoortunnel van het BART-netwerk aangelegd. De baai kan met verschillende veerbootdiensten worden overgestoken.